# リリエンフェルト郡

リリエンフェルト郡
Bezirk Lilienfeld

リリエンフェルト郡（リリエンフェルトぐん、独: Bezirk Lilienfeld）は、オーストリアのニーダーエスターライヒ州にある郡（Bezirk; 行政管区とも訳される）。郡庁所在地はリリエンフェルト。

## 地勢
リリエンフェルト郡はニーダーエスターライヒ州南西部のモストフィアテルに位置する。東はバーデン郡、ウィーナー・ノイシュタット＝ラント郡、ノインキルヒェン郡、西はシャイプス郡、南はシュタイアーマルク州のブルック＝ミュルツツーシュラーク郡、北はザンクト・ペルテン＝ラント郡と接している。
リリエンフェルト郡はアルプス山脈の東部にあたり、南部のエッチャー（標高1,893m）をはじめとして山林が多い。郡の北東部がウィーンの森に含まれているほか、自然を生かして郡内にスキー場やキャンプ場が多く存在する。

## 市町村
リリエンフェルト郡には以下の14の市町村（Gemeinde; ゲマインデ）がある。このうちリリエンフェルトとハインフェルトの2自治体が市（Stadt）、6自治体が町（Marktgemeinde; 市場町）に指定されている。

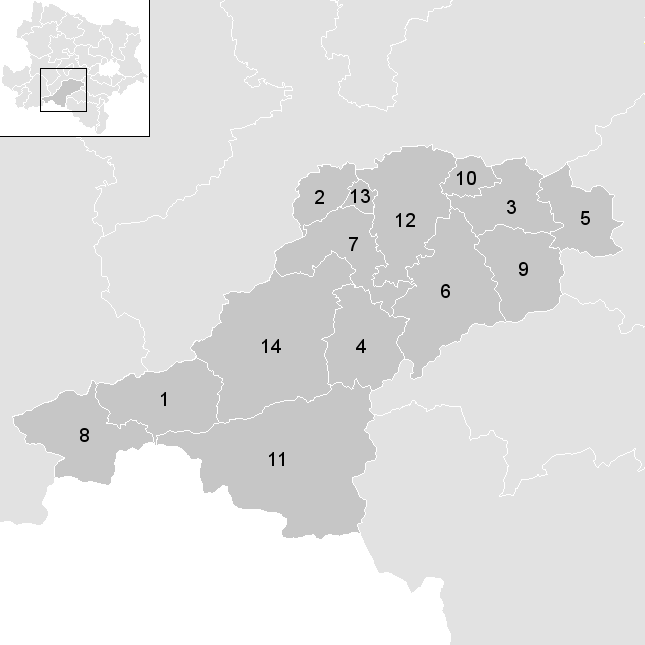
リリエンフェルト郡各自治体の位置

| 番号 | 市町村名                                 | 基礎自治体章 | 位置 | 面積 （km2） | 人口  | 人口密度 | 区分       |
| ---- | ---------------------------------------- | ------------ | ---- | ------------ | ----- | -------- | ---------- |
| 1    | アンベルク                               |              |      | 63.51        | 516   | 8.1      | ゲマインデ |
| 2    | エッシェナウ                             |              |      | 24.72        | 1,293 | 52       | ゲマインデ |
| 3    | ハインフェルト                           |              |      | 44.73        | 3,801 | 85       | 市         |
| 4    | ホーエンベルク                           |              |      | 56.72        | 1,502 | 26       | 市場町     |
| 5    | カウンベルク                             |              |      | 43.01        | 1,057 | 25       | 市場町     |
| 6    | クラインツェル                           |              |      | 93.09        | 879   | 9.4      | ゲマインデ |
| 7    | リリエンフェルト                         |              |      | 53.93        | 2,664 | 49       | 市         |
| 8    | ミッターバッハ・アム・エアラウフゼー     |              |      | 67.32        | 481   | 7.1      | ゲマインデ |
| 9    | ラムサウ                                 |              |      | 54.71        | 830   | 15       | ゲマインデ |
| 10   | ローアバッハ・アン・デア・ゲルセン       |              |      | 14.77        | 1,549 | 105      | ゲマインデ |
| 11   | ザンクト・エギュト・アム・ノイヴァルデ   |              |      | 184.64       | 1,862 | 10       | 市場町     |
| 12   | ザンクト・ファイト・アン・デア・ゲルセン |              |      | 78.15        | 3,906 | 50       | 市場町     |
| 13   | トライゼン                               |              |      | 6.8          | 3,402 | 500      | 市場町     |
| 14   | テュルニッツ                             |              |      | 145.52       | 1,913 | 13       | 市場町     |